# Федеральный исследовательский центр животноводства имени Л. К. Эрнста
Федеральное государственное бюджетное научное учреждение «Федеральный исследовательский центр животноводства — ВИЖ имени академика Л. К. Эрнста» (ФГБНУ ФИЦ ВИЖ имени Л. К. Эрнста) — унитарная некоммерческая организация, созданная для осуществления научных функций. Центр является правопреемником Всесоюзного научно-исследовательского института животноводства, который был основан в Москве в 1929 году.
Филиалы:
- Всероссийский научно-исследовательский институт генетики и разведения сельскохозяйственных животных (ВНИИГРЖ) г. Санкт-Петербург, пос. Тярлево [[2]
- Всероссийский научно-исследовательский институт физиологии, биохимии и питания животных (ВНИИФБиП) Калужская область, Боровский район, г. Боровск, пос. Институт[3]
- Всероссийский научно-исследовательский институт интегрированного рыбоводства (ВНИИР), Московская область, Ногинский район, рабочий посёлок им. Воровского, улица Сергеева, д. 24
- Федеральное государственное бюджетное учреждение "Племенной завод «Ладожское», Краснодарский край, Усть-Лабинский район, пос. Вимовец

## История
Федеральный исследовательский центр животноводства — ВИЖ им. академика Л. К. Эрнста является преемником Всесоюзного научно-исследовательского института животноводства, который был основан в Москве в 1929 году. Основателем института и первым его директором был выдающийся ученый академик Е. Ф. Лискун.
В 1956 году ВИЖ был объединен со Всесоюзным научно-исследовательским институтом кормления животных и в 1961 году перебазирован из Москвы в поселок Дубровицы Подольского района Московской области.
В 1961 году в институте работали отделы:
- экономики и организации животноводства (М. Ю. Цынков),
- кормления с лабораторией витаминов (М. Ф. Томмэ),
- скотоводства (Д. И. Старцев) с лабораторией молочного хозяйства (К. В. Маркова),
- овцеводства с лабораторией шерсти (С. В. Буйлов),
- свиноводства (П. Н. Кудрявцев),
- биологии размножения и искусственного осеменения с.-х. животных (В. К. Милованов) с лабораторией полимеров (А. Н. Лихачёв),
- строительства и механизации животноводческих ферм (И. С. Осмоловский),
- содержания с.-х. животных и зоогигиены (Н. М. Бурлаков),
- физиологии с.-х. животных с лабораторией биофизики (А. Д. Синещёков),
- технологии кормов (А. А. Зубрилин) с лабораториями,
- научно-технической информации (В. С. Чарыков),
- лаборатория гормональных методов повышения плодовитости с.-х. животных (В. А. Петров),
- лаборатория мясного скотоводства (С. Я. Дудин).

За успешное проведение крупных научных исследований в области животноводства и подготовку высококвалифицированных специалистов в 1967 году институт был награждён орденом Трудового Красного Знамени.
В 1947 году В. К. Миловановым, И. И. Соколовской и И. В. Смирновым сделано открытие № 103, в котором была обоснована возможность сохранения живчиков при низкой температуре.
С участием сотрудников института было выведено 5 пород крупного рогатого скота; 4 породы свиней и 2 породы овец.
Ученые института являются соавторами 20 заводских и породных типов сельскохозяйственных животных: крупного рогатого скота (9); свиней (3); овец (8).
Учёными института разработана новая система крупномасштабной селекции «Селекс» (1978). В 1983 году была завершена многолетняя работа ученых ВИЖа и других институтов и вузов страны по разработке новых детализированных норм под руководством академика А. П. Калашникова. В 2003 году опубликовано 3-е издание «Нормы кормления и рационы сельскохозяйственных животных». В науке и практике эти нормы известны как нормы ВИЖа. Государственная премия СССР (Н. И. Денисов) и премия Правительства РФ в области науки и техники за 2003 год присуждены ведущим сотрудникам ВИЖа за исследования по теоретическому обоснованию рецептур комбикормов, премиксов, кормовых добавок, применения ферментных препаратов в рационах сельскохозяйственных животных. Премия Совета Министров СССР была присуждена в 1987 году за работу по изучению хромосомных аномалий у животных. За разработку и внедрение иммуногенетики в селекцию сельскохозяйственных животных — премия Правительства Российской Федерации (2002).
С участием ученых института разработаны: первое в стране наставление по технологии производства свинины, новые детализированные нормы и рационы кормления сельскохозяйственных животных, Национальная технология замораживания и использования спермы племенных быков-производителей.
В 1990 году в институте работали: всего — 985 человек, из них докторов наук 38, кандидатов наук 233, академиков 3, член-корреспондент 1, профессоров 23. В 2008 году соответственно 348, 45, 102, 2, 3, 22.
В настоящее время реализуются отраслевые целевые программы по развитию молочного и мясного скотоводства России, устойчивой производственной системы получения говядины от российских пород мясного скота.
Новым направлением в работе института в последние годы являются исследования по биотехнологии. За работу в области молекулярно-генетических исследований Государственная премия РФ присуждена Н. А. Зиновьевой (2002).
За крупные научные достижения в области животноводства большая группа ученых удостоена присуждения премий: Ленинской — 1, Государственной СССР и РФ — 22, Совета Министров СССР и Правительства РФ — 30 человек. Заслуженными деятелями науки стали 29 сотрудников института.
С начала основания по настоящее время 24 сотрудника института избрано академиками, 16 человек — членами-корреспондентами.
В 2014 году Центру было присвоено имя академика Льва Константиновича Эрнста, директора института 1970—1975 гг.
В 2013 году ВИЖ передан в ведение Федерального агентства научных организаций.
В 2017 году в соответствии с приказом ФАНО России № 739 от 30.12.2016 г. ФГБНУ ВИЖ им. Л. К. Эрнста было реорганизовано в форме присоединения к нему ФГБНУ ВНИИГРЖ и ФГБНУ ВНИИФБиП и переименовано в Федеральное государственное бюджетное научное учреждение «Федеральный научный центр животноводства — ВИЖ имени академика Л. К. Эрнста» (ФГБНУ ФНЦ ВИЖ им. Л. К. Эрнста).
В 2018 году в соответствии с распоряжением Правительства Российской Федерации № 32-р от 17 января 2018 года к Центру было присоединено ФГБУ "Племенной завод «Ладожский».
В соответствии с приказами Министерства науки и высшего образования Российской Федерации от 15 декабря 2019 г. № 1397, от 30 января 2020 г. № 152 Центр был реорганизован в форме присоединения к нему ФГБНУ «Центр экспериментальной эмбриологии и репродуктивных биотехнологий» и ФГБНУ «Всероссийский научно-исследовательский институт интегрированного рыбоводства» с последующим переименованием в Федеральное государственное бюджетное научное учреждение «Федеральный исследовательский центр животноводства — ВИЖ имени академика Л. К. Эрнста» (ФГБНУ ФИЦ ВИЖ им. Л. К. Эрнста).
При участии ученых Института в 1959 году на базе подсобного хозяйства Минсельхоза СССР в поселке Быково (Московская область) была создана Центральная станция искусственного осеменения сельскохозяйственных животных (ныне — АО «Головной центр по воспроизводству сельскохозяйственных животных»).

## Руководители института
- 1929—1936 Лискун, Ефим Федотович
- 1936—1937 Ермаков, Григорий Ефремович
- 1937—1938 Азаров, Семён Георгиевич
- 1938 Малов, Сергей Иванович
- 1938—1940 Беленький, Нео Гдальевич
- 1940 Арзуманян, Ерванд Аванесович
- 1940—1942 Малофеев, Андрей Афанасьевич
- 1942—1943 Николаев, Алексей Иванович
- 1943—1944 Лискун, Ефим Федотович
- 1944—1956 Кузнецов, Иван Матвеевич
- 1956—1961 Бурлаков, Николай Михайлович
- 1961—1966 Всяких, Алексей Семёнович
- 1966—1970 Козловский, Василий Григорьевич
- 1970—1975 Эрнст, Лев Константинович
- 1975—1976 Черекаев, Алексей Васильевич
- 1977—1981 Солнцев, Константин Михайлович
- 1981—1983 Калашников, Алексей Петрович
- 1984—1988 Стрекозов, Николай Иванович
- 1988—1992 Прудов, Александр Иванович
- 1992—1998 Стрекозов, Николай Иванович
- 2002—2011 Виноградов, Валерий Николаевич
- с 2011 Зиновьева, Наталия Анатольевна

Академики ВАСХНИЛ и РАСХН (в скобках — год избрания):
- Беленький Нео Гдальевич (1948)
- Всяких Алексей Семёнович (1975)
- Дегтярёв Владимир Павлович (1990)
- Дьяков Михаил Иудович (1948)
- Завадовский Михаил Михайлович (1935)
- Калашников Алексей Петрович (1970)
- Клеймёнов Николай Иванович (1993)
- Кольцов Николай Константинович (1935)
- Лискун Ефим Федотович (1935)
- Милованов Виктор Константинович (1956)
- Николаев Алексей Иванович (1956)
- Перов Сергей Степанович (1935)
- Попов Иван Семёнович (1956)
- Попов Николай Фёдорович (1956)
- Рядчиков Виктор Георгиевич (1995)
- Самохин Валентин Трофимович (1991)
- Серебровский Александр Сергеевич (1935)
- Синещёков Алексей Давыдович (1966)
- Солнцев Константин Михайлович (1978)
- Стрекозов Николай Иванович (1997)
- Черекаев Алексей Васильевич (1975)
- Эрнст Лев Константинович (1975)
- Юдин Вадим Михайлович (1948).

## Организация и деятельность
Цель и предмет деятельности — проведение фундаментальных, поисковых и прикладных научных исследований, опытно-конструкторских работ, внедрение достижений науки и передового опыта в сфере АПК.
Основные направления научно-исследовательской деятельности:
- Проведение исследований:
  - Селекция животных
  - Биотехнология и воспроизведение животных[5][6]
  - Технологии и произведенные системы в животноводстве
  - Приготовление кормов и кормление животных
  - Экологические проблемы
- Информационное обеспечение научных исследований
- Международное сотрудничество
- Изобретательская деятельность
- Издательская деятельность
- Популяризация и внедрение научных разработок
- Подготовка научных кадров и повышение квалификации

- Дворец усадьба Дубровицы
- Скульптура около входа во дворец
- Общий вид усадьбы и церкви сзади